# Cauã Reymond
Cauã Reymond Marques (Rio de Janeiro, 20 de maio de 1980) é um ator, produtor e modelo brasileiro. Ficou conhecido por protagonizar novelas como Cordel Encantado, Avenida Brasil, A Regra do Jogo e Um Lugar ao Sol, e ter papéis de destaque em Da Cor do Pecado, A Favorita e  Passione.

## Biografia
Cauã nasceu no Rio de Janeiro, sendo descendente de portugueses, suíços e indígenas. É filho de José Marques e Denise Reymond e irmão do veterinário Pável Reymond e Lara Rodi. Estudou no Colégio Nossa Senhora das Dores (CNSD) em Nova Friburgo.

## Carreira

### 1999–04: Carreira de modelo e início na TV
Ele começou a carreira trabalhando como modelo, aos dezoito anos de idade. Por conta disso, chegou a morar em Milão e Paris, trabalhar com estilistas como Gaultier e Ferré. Na volta ao Brasil, estrelou uma campanha para a Zoomp, ao lado de Gisele Bündchen e Fernanda Tavares. Em sequência, viriam as edições da Semana da Moda de São Paulo, de 1999 e 2000, e um editorial para Karl Lagerfeld, em Paris.
Ainda em 2000, mudou-se para Nova York, onde fotografou com o renomado Bruce Weber, para Abercrombie & Fitch. Ali, estudou interpretação no lendário Actor’s Studio com Susan Batson, coach de atores hollywoodianos, como Nicole Kidman e Tom Cruise.
Em seu retorno, retomou o curso de psicologia na PUC, mas logo desistiu por causa da profissão de ator. Seu início na televisão deu-se em meados de 2002, na temporada daquele ano do seriado teen Malhação, no papel de Mau-Mau, um adolescente vaidoso e apaixonado pela colega de escola Thaissa (Bárbara Borges). Permaneceu na atração por duas temporadas seguidas, deixando-a, em 2004, para participar da novela Da Cor do Pecado, despontando na pele do cômico e carismático lutador Thor Sardinha. Devido ao seu bom desempenho foi convidado pelo autor Walter Negrão a atuar na novela Como uma Onda, como o jovem pescador Floriano. Sua estreia no cinema aconteceu com o filme Ódique?, de 2004.

### 2005–11: Cinema,Belíssima,A FavoritaeCordel Encantado

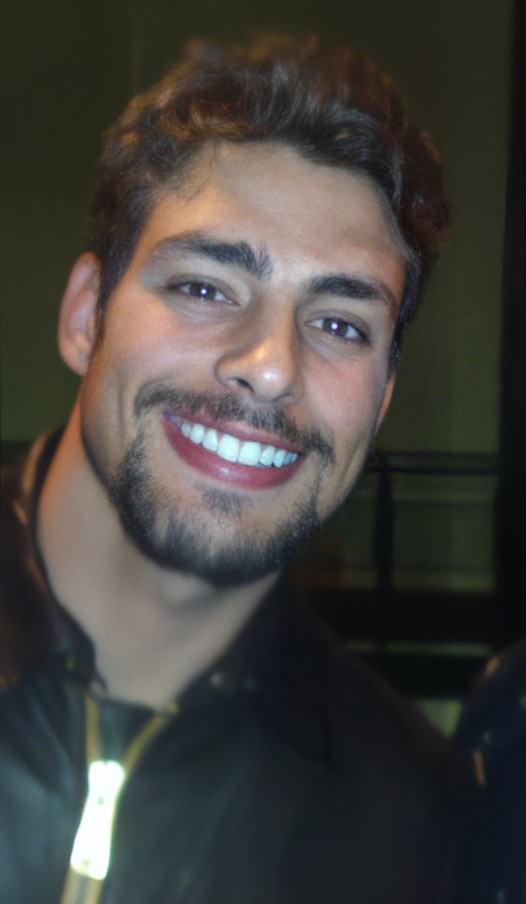
Cauã Reymond no lançamento do filme Se Nada Mais der Certo em Porto Alegre.

Em 2005, estreou no horário nobre global e interpretou o garoto de programa Mateus, em Belíssima, seu papel de maior destaque até então. Na trama, devido ao ofício de michê, seu personagem envolvia-se somente com mulheres mais velhas, sendo uma delas a perua Ornella (Vera Holtz), mas no fundo, ele nutria uma paixão avassaladora pela prima Giovanna (Paolla Oliveira). Porém, foi ao lado da vilã Bia Falcão (Fernanda Montenegro) que Mateus terminou a novela em Paris. Em 2006, atuou em duas peças, Em Alto Mar e Essa Nossa Juventude.
Em 2007, integrou o elenco da novela Eterna Magia, na pele do jovem escritor Lucas Finnegan, que nutre uma paixão secreta pela melhor amiga Nina (Maria Flor) e esteve em cartaz com Falsa Loura.
Em 2008, co-protagonizou a novela A Favorita (2008). Pela sua atuação, foi bastante elogiado e recebeu diversos prêmios, firmando-se no meio e consagrando-se na carreira de ator. No mesmo ano, trabalhou em Divã, Se Nada Mais Der Certo e Não Se Vive Sem Amor, além de ter feito uma participação especial no longa À Deriva.
Foi eleito a Personalidade Masculina do Ano de 2008 pela revista Contigo!, e, em janeiro de 2009, quando recebeu o prêmio de Melhor Ator Coadjuvante durante a 13ª edição do Melhores do Ano da Rede Globo, fez questão de agradecer ao apoio da até então namorada Grazi, que ficou do seu lado durante o tempo em que gravou as cenas do complexo Halley, em A Favorita.
Em 2009, fez várias campanhas publicitárias de marcas como Positivo, Havaianas e C&A, ao lado de modelos como Doutzen Kroes e Hilary Rhoda.
Em 2010, Reymond integra o elenco da novela Passione, na pele do ciclista Danilo, que desperta uma forte paixão na jovem Fátima (Bianca Bin), e acaba por se envolver amorosamente com a antagonista principal da história, a inescrupulosa Clara (Mariana Ximenes), e para piorar ainda se envolve com drogas.
Em 2011, interpretou seu primeiro protagonista em novelas como o herói sertanejo Jesuíno em Cordel Encantado. O personagem foi um dos grandes destaques da trama, assim como seu romance de conto de fadas com a doce do sertão, Açucena (Bianca Bin). Em 2011, viveu um produtor e DJ homossexual no filme Estamos Juntos.

### 2012–14:Avenida Brasil,Amores RoubadoseO Caçador

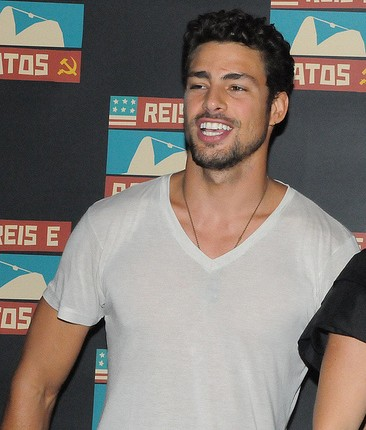
Cauã no lançamento do filme Reis e Ratos, em 2012.

Em 2012, foi um dos protagonistas da novela Avenida Brasil juntamente com Débora Falabella, onde seus personagens se apaixonam na infância na qual viviam em um lixão e acabam se reencontrando no presente. Jorginho, seu personagem na novela é filho da vilã Carminha (Adriana Esteves) casada com Tufão (Murilo Benício).
Em 2013, foi convidado para protagonizar o longa Língua Seca, ao lado de Sophie Charlotte. Viveu o personagem Ara, um motociclista que viaja pelo nordeste em busca do "segredo" que livrará a região da seca, e fará com que tenha água sempre. No mesmo ano, gravou a minissérie Amores Roubados, da qual foi o protagonista, como o conquistador Leandro Dantas, e que estreou em janeiro do ano seguinte.
Em 2014 protagoniza a série policial, O Caçador, no papel de André, um policial que afastado de suas funções, pratica "caçadas": por dinheiro, descobre o paradeiro de inimigos de traficantes e foragidos.

### 2015–atualmente:A Regra do Jogo,Justiça,Dois Irmãos,Um Lugar ao Sol, Terra e Paixão e Vale Tudo

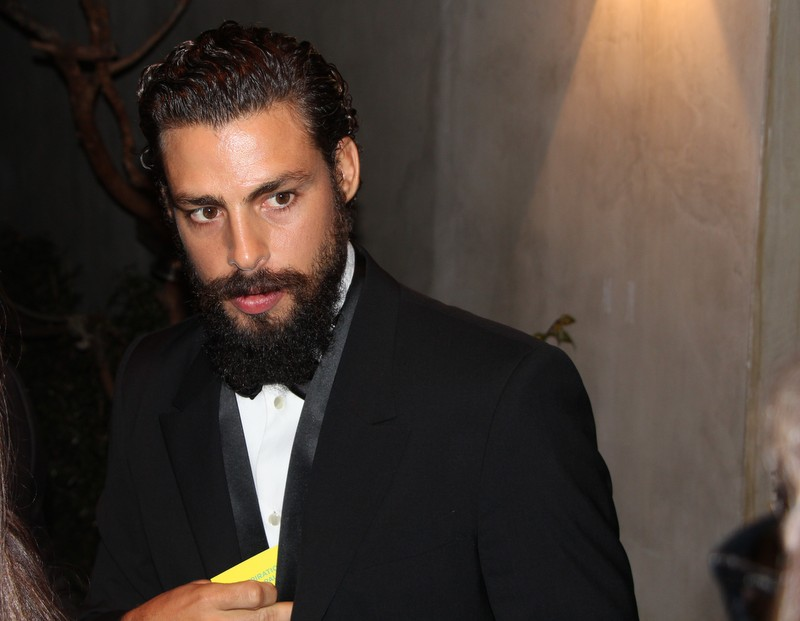
Cauã em 2015.

Em 2015, participou da novela A Regra do Jogo sua quarta parceria com o autor João Emanuel Carneiro.
Foi um dos protagonistas da série Justiça (2016), seu personagem foi preso por eutanásia após matar sua esposa Beatriz (Marjorie Estiano), atropelada por Antenor (Antonio Calloni).
Em 2017, interpretou os papéis dos gêmeos Omar e Yaqub, na minissérie Dois Irmãos, esta produção foi ao ar dois anos após ser gravada. Em 2018 e 2019 interpretou o petroleiro Dante, protagonista das duas temporadas da série Ilha de Ferro desenvolvida para o Globoplay. Em 2021, Cauã deu vida a irmãos gêmeos na novela Um Lugar ao Sol vivendo o protagonista da trama. Para as cenas em que os gêmeos contracenam juntos, Cauã contou com a ajuda de seu irmão Pável Reymond, que serviu de dublê do ator.
Em parceria com Mario Canivello montou a Sereno Filmes, produtora de cinema que estreou com dois projetos: A Viagem de Pedro, em coprodução com Lais Bodanzk, que também assina a direção do longa; e Azuis, baseado na obra do falecido jornalista e escritor Rodrigo de Souza Leão, com direção de Felipe Bragança. Com a Sereno Filmes, Reymond também atuou como coprodutor ou produtor associado em diversos longas dos quais participou, como Se Nada Mais Der Certo e Alemão (ambos de Belmonte), Tim Maia (de Mauro Lima), Reza a Lenda (de Homero Olivetto), Não Devore Meu Coração (de Felipe Bragança) e Uma Quase Dupla.. Em 2023, foi escalado para dar a vida a Caio Meirelles La Selva protagonista de Terra e Paixão. Em 2025, foi escalado para dar vida a César Ribeiro em Vale Tudo (2025).

## Vida pessoal
De 2002 a 2005 morou junto com a atriz Alinne Moraes.
Em abril de 2007 começou a namorar a atriz Grazi Massafera. Embora nunca tenham se casado oficialmente, eles foram morar juntos no mesmo ano em que começaram a namorar, e começaram a usar alianças de compromisso em 2008, declarando ele que já se sentia casado, mesmo sem oficializar a união conjugal. No dia 23 de maio de 2012 nasceu Sofia Massafera Marques, a primeira filha do casal. Em outubro de 2013 terminaram a união estável após seis anos vivendo juntos.
Após outros relacionamentos casuais, em fevereiro de 2016 começou a namorar a modelo Mariana Goldfarb, assumindo o namoro apenas em abril. O casal terminou a relação em janeiro de 2018, reatando o namoro em abril, após dois meses separados. Terminaram novamente em agosto, mas reataram o relacionamento em outubro do mesmo ano. Em abril de 2019, após três anos de namoro, se casaram em segredo numa cerimônia civil e religiosa, reservada apenas para familiares e poucos amigos, realizada na pousada Reserva do Ibitipoca, localizada em Lima Duarte no interior de Minas Gerais. Em 19 de abril de 2023, Goldfarb anunciou o fim do casamento com Cauã.
Cauã é praticante de jiu-jitsu, atualmente é faixa preta 5º grau, concedida por Alexandre "Gigi" Paiva.

## Filmografia

### Televisão
| Ano     | Título                          | Personagem                                                  | Nota                              |
| ------- | ------------------------------- | ----------------------------------------------------------- | --------------------------------- |
| 1999    | Malhação                        | Modelo no desfile                                           | Participação                      |
| 2002–03 | Malhação                        | Maurício Terra (Maumau)                                     |                                   |
| 2003    | Cidade dos Homens               | Surfista                                                    | Episódio: "Tem Que Ser Agora"     |
| 2003    | Zorra Total                     | Ele mesmo                                                   | Episódio: "13 de setembro"        |
| 2004    | Da Cor do Pecado                | Thor Sardinha                                               |                                   |
| 2004–05 | Como uma Onda                   | Floriano Gomes do Espírito Santo                            |                                   |
| 2005–06 | Belíssima                       | Mateus Güney                                                |                                   |
| 2006    | Minha Nada Mole Vida            | Guga Bergatin                                               | Episódio: "Cuidado, Isso Mancha!" |
| 2007    | Eterna Magia                    | Lucas Finnegan                                              |                                   |
| 2008–09 | A Favorita                      | Halley Gonzaga / Matheus Fontini / Bruninho                 |                                   |
| 2009    | Turma do Didi                   | Ele mesmo                                                   | Episódio: "20 de setembro"        |
| 2009    | Turma do Didi                   | Ladrão                                                      | Episódio: "11 de outubro"         |
| 2010–11 | Passione                        | Danilo Gouveia                                              |                                   |
| 2011    | Cordel Encantado                | Jesuíno Araújo / Rei Serafim II Ávila de Seráfia            |                                   |
| 2012    | Avenida Brasil                  | Jorge Tufão Filho (Jorginho)                                |                                   |
| 2014    | Amores Roubados                 | Leandro Dantas                                              |                                   |
| 2014    | O Caçador                       | André Câmara                                                |                                   |
| 2015–16 | A Regra do Jogo                 | Juliano Pereira                                             |                                   |
| 2016    | Globo de Ouro: Palco Viva Samba | Apresentador                                                |                                   |
| 2016    | Justiça                         | Maurício de Oliveira                                        |                                   |
| 2017    | Dois Irmãos                     | Yaqub Rahal                                                 |                                   |
| 2017    | Dois Irmãos                     | Omar Rahal                                                  |                                   |
| 2018–19 | Ilha de Ferro                   | Dante Giordano                                              |                                   |
| 2021–22 | Um Lugar ao Sol                 | Christian Alves dos Santos / Renato Muniz Meirelles (falso) |                                   |
| 2021–22 | Um Lugar ao Sol                 | Renato Muniz Meirelles / Christofer Alves dos Santos        |                                   |
| 2023–24 | Terra e Paixão                  | Caio Olmedo La Selva                                        |                                   |
| 2025    | Vale Tudo                       | César Ribeiro                                               |                                   |

### Cinema
| Ano  | Título                                  | Personagem                       | Nota                   |
| ---- | --------------------------------------- | -------------------------------- | ---------------------- |
| 2003 | The Rundown                             | Michael                          |                        |
| 2004 | Ódiquê?                                 | Tito                             |                        |
| 2004 | Consciente Irracional                   | Rodrigo                          | Curta-metragem         |
| 2007 | Falsa Loura                             | Bruno                            |                        |
| 2008 | Se Nada Mais Der Certo                  | Léo                              |                        |
| 2009 | Divã                                    | Murilo Almeida                   |                        |
| 2009 | Flordelis: Basta uma Palavra para Mudar | Carlos                           |                        |
| 2009 | À Deriva                                | Barman                           |                        |
| 2010 | Não se Pode Viver sem Amor              | João                             |                        |
| 2011 | Estamos Juntos                          | Murilo                           |                        |
| 2011 | Meu País                                | Tiago                            |                        |
| 2012 | Reis e Ratos                            | Hervê Gianini                    |                        |
| 2014 | Alemão                                  | Celso Pinheiro Pimenta (Playboy) | Também produtor assoc. |
| 2014 | Tim Maia                                | Fábio                            | Também produtor assoc. |
| 2016 | Reza a Lenda                            | Ara                              | Também co-produtor     |
| 2017 | Não Devore Meu Coração                  | Fernando                         | Também co-produtor     |
| 2018 | Uma Quase Dupla                         | Claudio                          | Também co-produtor     |
| 2019 | De Pernas pro Ar 3                      | Ele mesmo                        |                        |
| 2020 | Protesys                                | Ele mesmo                        | Curta-metragem         |
| 2021 | Piedade                                 | Sandro Bezerra / Ramsés Bezerra  |                        |
| 2022 | A Viagem de Pedro                       | Dom Pedro I                      | Também produtor        |
| 2023 | Helena de Guaratiba                     | Alexandre                        | Curta-metragem         |
| 2025 | Coisa de Novela                         | Cauã                             |                        |

### Vídeos musicais
| Ano  | Título        | Artista       | Personagem | Ref.   |
| ---- | ------------- | ------------- | ---------- | ------ |
| 2016 | "Your Armies" | Barbara Ohana | Transexual | [ 67 ] |

## Teatro
| Ano  | Título              | Personagem |
| ---- | ------------------- | ---------- |
| 2006 | Em Alto Mar         | Náufrago   |
| 2006 | Essa Nova Juventude | Edu        |

## Prêmios e indicações
| Ano  | Prêmio                                       | Categoria                              | Trabalho                    | Resultado |
| ---- | -------------------------------------------- | -------------------------------------- | --------------------------- | --------- |
| 2002 | Capricho Awards                              | Colírio Nacional                       | Cauã Reymond                | Indicado  |
| 2008 | Melhores do Ano                              | Melhor Ator Coadjuvante                | A Favorita                  | Venceu    |
| 2008 | Prêmio Extra de Televisão                    | Melhor Ator Coadjuvante                | A Favorita                  | Venceu    |
| 2009 | Troféu Internet                              | Melhor Ator                            | A Favorita                  | Venceu    |
| 2009 | Troféu Imprensa[carece de fontes?]           | Melhor Ator                            | A Favorita                  | Venceu    |
| 2009 | Prêmio Contigo! de TV                        | Melhor Ator de Novela                  | A Favorita                  | Venceu    |
| 2009 | Prêmio Contigo! de Cinema                    | Melhor Ator Coadjuvante (Júri Técnico) | Divã                        | Venceu    |
| 2009 | Prêmio Contigo! de Cinema                    | Melhor Ator Coadjuvante (Público)      | Divã                        | Venceu    |
| 2009 | Brazilian Film Festival of Toronto           | Melhor Ator                            | Se Nada Mais Der Certo      | Venceu    |
| 2009 | Festival Internacional de Cinema de Miami    | Melhor Ator                            | Se Nada Mais Der Certo      | Venceu    |
| 2009 | Festival de Cinema de Los Angeles            | Melhor Ator                            | Se Nada Mais Der Certo      | Venceu    |
| 2009 | Cine Ceará                                   | Melhor Ator                            | Se Nada Mais Der Certo      | Indicado  |
| 2009 | Festival Iberoamericano de Cinema de Sergipe | Melhor Ator de Longa                   | Se Nada Mais Der Certo      | Venceu    |
| 2010 | Prêmio Fiesp/Sesi-SP do Cinema Paulista      | Melhor Ator                            | Se Nada Mais Der Certo      | Venceu    |
| 2010 | Melhores do Ano                              | Melhor Ator Coadjuvante                | Passione                    | Indicado  |
| 2010 | Prêmio Quem                                  | Melhor Ator de Televisão               | Passione                    | Indicado  |
| 2010 | Prêmio Extra de Televisão                    | Melhor Ator Coadjuvante                | Passione                    | Venceu    |
| 2011 | Prêmio Contigo! de TV                        | Melhor Ator Coadjuvante                | Passione                    | Venceu    |
| 2011 | Troféu Imprensa[carece de fontes?]           | Melhor Ator                            | Passione                    | Indicado  |
| 2011 | Troféu Istoé - Personalidade do Ano          | Cinema                                 | Cinema                      | Venceu    |
| 2011 | Prêmio Extra de Televisão                    | Melhor Ator                            | Cordel Encantado            | Indicado  |
| 2011 | Prêmio Quem                                  | Melhor Ator de Televisão               | Cordel Encantado            | Indicado  |
| 2011 | Meus Prêmios Nick                            | Ator Favorito                          | Cordel Encantado            | Indicado  |
| 2012 | Prêmio Contigo! de TV[carece de fontes?]     | Melhor Ator de Novela                  | Cordel Encantado            | Indicado  |
| 2012 | Prêmio Contigo! de Cinema Nacional           | Melhor Ator                            | Reis e Ratos                | Venceu    |
| 2012 | Grande Prêmio do Cinema Brasileiro           | Melhor Ator Coadjuvante                | Estamos Juntos              | Indicado  |
| 2012 | Prêmio Fiesp/Sesi-SP do Cinema Paulista      | Melhor Ator                            | Estamos Juntos              | Venceu    |
| 2012 | FestNatal                                    | Melhor Ator                            | Estamos Juntos              | Venceu    |
| 2012 | Melhores do Ano                              | Melhor Ator                            | Avenida Brasil              | Indicado  |
| 2012 | Meus Prêmios Nick                            | Ator Favorito                          | Avenida Brasil              | Venceu    |
| 2012 | Prêmio Extra de Televisão                    | Melhor Ator                            | Avenida Brasil              | Indicado  |
| 2013 | Prêmio Contigo! de TV                        | Melhor Ator de Novela                  | Avenida Brasil              | Indicado  |
| 2013 | Troféu Imprensa                              | Melhor Ator                            | Avenida Brasil              | Indicado  |
| 2014 | Prêmio Quem                                  | Melhor Ator de Televisão               | O Caçador                   | Indicado  |
| 2014 | Melhores do UOL e PopTevê                    | Melhor Ator                            | O Caçador / Amores Roubados | Indicado  |
| 2014 | Troféu APCA                                  | Melhor Ator                            | Amores Roubados             | Indicado  |
| 2014 | Prêmio Extra de Televisão                    | Melhor Ator                            | Amores Roubados             | Indicado  |
| 2014 | Melhores do Ano                              | Melhor Ator de Série ou Minissérie     | Amores Roubados             | Indicado  |
| 2014 | Prêmio Contigo! de TV                        | Melhor Ator de Série ou Minissérie     | Amores Roubados             | Venceu    |
| 2014 | Meus Prêmios Nick                            | Ator Favorito                          | Amores Roubados             | Indicado  |
| 2014 | Meus Prêmios Nick                            | Gato do Ano                            | Amores Roubados             | Indicado  |
| 2015 | Troféu Internet                              | Melhor Ator                            | Amores Roubados             | Indicado  |
| 2015 | Grande Prêmio do Cinema Brasileiro           | Melhor Ator Coadjuvante                | Alemão                      | Indicado  |
| 2015 | Grande Prêmio do Cinema Brasileiro           | Melhor Ator Coadjuvante                | Tim Maia                    | Indicado  |
| 2015 | Prêmio Guarani de Cinema Brasileiro          | Melhor Ator Coadjuvante                | Tim Maia                    | Indicado  |
| 2015 | Prêmio Extra de Televisão                    | Melhor Ator                            | A Regra do Jogo             | Indicado  |
| 2015 | Prêmio Quem                                  | Melhor Ator de Televisão               | A Regra do Jogo             | Indicado  |
| 2016 | Troféu Internet                              | Melhor Ator                            | A Regra do Jogo             | Indicado  |
| 2016 | Melhores do Ano                              | Melhor Ator de Série ou Minissérie     | Justiça                     | Indicado  |
| 2016 | Prêmio Quem                                  | Melhor Ator de Televisão               | Justiça                     | Indicado  |
| 2016 | Veja Rio - Cariocas do Ano                   | Melhor Ator                            | Justiça                     | Venceu    |
| 2016 | Prêmio Geração Glamour                       | Guapo do Ano                           | Cauã Reymond                | Indicado  |
| 2017 | Prêmio F5                                    | Melhor Ator de Série                   | Dois Irmãos                 | Venceu    |
| 2017 | Prêmio Contigo! Online                       | Melhor Ator de Série                   | Dois Irmãos                 | Venceu    |
| 2017 | Grande Prêmio do Cinema Brasileiro           | Melhor Ator                            | Reza a Lenda                | Indicado  |
| 2019 | Troféu Internet                              | Melhor Ator                            | Ilha de Ferro               | Indicado  |
| 2019 | Festival de Brasília                         | Melhor Ator Coadjuvante                | Piedade                     | Venceu    |
| 2020 | Los Angeles Brazilian Film Festival          | Melhor Ator Coadjuvante                | Piedade                     | Venceu    |
| 2021 | Prêmio F5                                    | Homem Mais Sexy                        | Cauã Reymond                | Indicado  |
| 2021 | Prêmio APCA de Televisão                     | Melhor Ator                            | Um Lugar ao Sol             | Indicado  |
| 2022 | Troféu Internet                              | Melhor Ator de Novela                  | Um Lugar ao Sol             | Indicado  |
| 2022 | Prêmio Contigo!de TV                         | Ator de Novela                         | Um Lugar ao Sol             | Indicado  |
| 2022 | Festival Sesc Melhores Filmes                | Melhor Ator Nacional                   | Piedade                     | Indicado  |
| 2022 | CCXP Awards                                  | Melhor Ator Filme (Brasil)             | Piedade                     | Indicado  |
| 2022 | Prêmio Guarani de Cinema Brasileiro          | Ator Coadjuvante                       | Piedade                     | Indicado  |
| 2022 | Septimius Awards                             | Melhor Ator Americano                  | A Viagem de Pedro           | Indicado  |
| 2023 | Festival Sesc Melhores Filmes                | Melhor Ator Nacional                   | A Viagem de Pedro           | Indicado  |
| 2023 | Grande Prêmio do Cinema Brasileiro           | Melhor Ator                            | A Viagem de Pedro           | Indicado  |
| 2023 | Prêmio ArteBlitz de Novela                   | Melhor Ator Protagonista               | Terra e Paixão              | Indicado  |
| 2023 | Prêmio ArteBlitz de Novela                   | Melhor Casal (com Bárbara Reis)        | Terra e Paixão              | Indicado  |
| 2023 | Prêmio Área VIP                              | Melhor Ator                            | Terra e Paixão              | Pendente  |
| 2025 | Prêmio iBest                                 | Protagonista Influenciador             | Vale Tudo                   | Pendente  |
| 2025 | Prêmio Jovem Brasileiro                      | Melhor Atriz                           | Vale Tudo                   | Pendente  |